# Crocidura dolichura
Crocidura dolichura — вид землерийок із родини Soricidae. Його можна знайти в Бурунді, Камеруні, Центральноафриканській Республіці, Республіці Конго, Демократичній Республіці Конго, Габоні, Нігерії та на півночі Уганди. Цей вид асоціюється як з рівнинними, так і з гірськими тропічними вологими лісами.